# Leonzio Borea
Leonzio Borea (Sapri, 9 ottobre 1951) è un politico italiano.

## Biografia
Laureato in giurisprudenza, è avvocato. Impegnato in politica con la Democrazia Cristiana, dagli anni '80 è consigliere comunale a Sapri, carica che mantiene fino al 1997. 
Dopo lo scioglimento della DC aderisce al PPI. Poi segue la scissione di Rocco Buttiglione che dà vita ai Cristiani Democratici Uniti, partito con il quale si candida alle elezioni europee del 1999 nella circoscrizione dell'Italia meridionale, ottenendo poco meno di 2.500 preferenze, senza risultare eletto
Nel 2001 viene eletto Senatore della Repubblica per il CCD-CDU; dal dicembre 2002 confluisce nella neonata Unione di Centro. Conclude il proprio mandato parlamentare nel 2006.